# Alsou
Alsou Ralifovna Abramovová (tatarsky Алсу Рәлиф кызы Абрамова, latinkou Alsu Rälif qızı Abramova, rusky Алсу́ Рали́фовна Абрамова, rozená Safinová, * 27. června 1983 Bugulma, Sovětský svaz, dnes Ruská federace), známá pouze jako Alsou (rusky Алсу́), je populární tatarská a ruská zpěvačka a příležitostná herečka. Známá v Evropě se stala v roce 2000, kdy se účastnila soutěže Eurovision Song Contest 2000 a obsadila druhé místo. Hostovala také při ročníku soutěže Eurovision Song Contest 2009, která se konala v Moskvě.
Kromě ruského státního občanství má také britské státní občanství. Je etnická Tatarka a muslimka. V roce 2006 se jí narodila dcera Safina. V srpnu 2008 porodila druhou dceru Mikellu.
Své první studiové album Alsou, které nazpívala v ruštině, vydala v roce 1999. V roce 2001 vydala své druhé stejnojmenné album, nazpívané v angličtině. První album nahrané v tatarštině, Tugan Tel, vydala v roce 2008. Do roku 2012 vydala sedm studiových alb. Je také držitelkou několika hudebních i jiných ocenění.

## Získaná ocenění
- Čestné občanství Tatarstánu
- Čestné občanství Bugulmy
- 2000 – ocenění National Russian Record za nejprodávanější singl roku 2000 (píseň „You're My Number One“)
- 2001 – World Music Award, nejprodávanější ruská zpěvačka
- 2001 – MTV Europe Music Awards, nejlepší ruská zpěvačka

## Diskografie

### Studiová alba
- 1999: Alsou (rusky Алсу), její debutové album v ruštině, v roce 2001 bylo znovu vydáno a doplněno o dva songy
- 2001: Alsou, první album v angličtině
- 2002: I Had an Autumn Dream (rusky Мне приснилась осень), třetí vydání debutového alba, doplněno o pět nových písní
- 2003: 19, druhé album v ruštině
- 2008: The Main Thing (rusky Самое главное), třetí album v ruštině
- 2008: Tugan Tel (tatarsky Туган тел), první album v tatarštině
- 2012: Фея Добрых Снов, první album pro děti